# كيم سيفرسون
كيم سيفرسون (بالإنجليزية: Kim Severson)‏ هي محرِّرة وصحفية أمريكية، ولدت في 12 سبتمبر 1961 في يو كلير في الولايات المتحدة.